# バスケットボール大韓民国代表
バスケットボール大韓民国代表(Korea national basketball team)は、韓国におけるバスケットボールのナショナルチームである。

## 歴史
オリンピックは大韓民国成立直後の1948年ロンドンオリンピックで初出場。予選リーグを突破して8位になったのが現在に至るまでの最高成績である。以降、オリンピック6回・世界選手権6回出場を果たしている。
2005年のアジア選手権では45年ぶりにメダルを逃した。
2009年のアジア選手権では史上最低の7位に終わった。
2013年アジアカップでは、3位決定戦でチャイニーズ・タイペイを75-57で下し、ワールドカップ出場権を獲得した。2014年、世界選手権から改称したワールドカップに16年ぶりの出場を果たしたが、23位に終わった。
2017年アジアカップでは、準々決勝進出決定戦で日本を下し81-68のスコアで下し、準々決勝に進出。準々決勝ではフィリピン相手に118-86のスコアで圧勝した。準決勝ではイラン相手に87-81で敗れ、3位決定戦に回る。3位決定戦ではニュージーランドとの対戦となったが、80-71のスコアで勝利した。
2018年アジア大会では、3位決定戦でチャイニーズ・タイペイを下し銅メダル獲得。
予選を突破して出場を決めた2019年ワールドカップでは、順位決定戦のコートジボワール戦で勝利した。
2022年アジアカップは、中国相手に勝利するなどグループステージを3戦全勝の成績で終え準々決勝進出を決めたが、準々決勝では前回大会の3位決定戦で勝利したニュージーランド相手に78-88のスコアで敗れた。大会最終順位は6位。
2023年FIBAバスケットボールワールドカップ予選では、予選期間中に複数の選手が新型コロナウイルス陽性反応を示し事を理由に予選を棄権した。
2025年アジアカップ大会開催前の強化試合では日本を相手にホームで強化試合2連戦を行い84-69、91-77のスコアで連勝した。本大会ではグループステージでレバノンとカタールを下し準々決勝進出決定戦へ進出する。準々決勝進出決定戦ではグアムを99-66のスコアで下し準々決勝進出を決めた。準々決勝では中国との対戦となったが、79-71のスコアで敗れた。大会最終順位は5位。
アジア大会では2002年釜山、2014年仁川と自国開催の2回を含めて通算4回優勝している。

## 主な国際大会成績

### 夏季オリンピック
- 1948年 － 8位
- 1956年 － 14位
- 1964年 － 16位
- 1968年 － 14位
- 1988年 － 9位
- 1996年 － 12位

### ワールドカップ（旧世界選手権）
- 1970年 － 11位
- 1978年 － 13位
- 1986年 － 22位
- 1990年 － 15位
- 1994年 － 13位
- 1998年 － 16位
- 2014年 － 23位

### アジア選手権
- 1960年 － 4位
- 1963年 － 3位
- 1965年 － 3位
- 1967年 － 準優勝
- 1969年 － 優勝
- 1971年 － 3位
- 1973年 － 準優勝
- 1975年 － 3位
- 1977年 － 準優勝
- 1979年 － 3位

- 1981年 － 準優勝
- 1983年 － 3位
- 1985年 － 準優勝
- 1987年 － 準優勝
- 1989年 － 準優勝
- 1991年 － 準優勝
- 1993年 － 3位
- 1995年 － 準優勝
- 1997年 － 優勝
- 1999年 － 準優勝

- 2001年 － 3位
- 2003年 － 準優勝
- 2005年 － 4位
- 2007年 － 3位
- 2009年 － 7位
- 2011年 － 3位
- 2013年 － 3位
- 2015年 － 6位
- 2017年 － 3位

### アジア大会
- 1951年 － 不参加
- 1954年 － 4位
- 1958年 － 4位
- 1962年 － 3位
- 1966年 － 3位
- 1970年 － 優勝
- 1974年 － 準優勝
- 1978年 － 準優勝
- 1982年 － 優勝
- 1986年 － 準優勝

- 1990年 － 3位
- 1994年 － 準優勝
- 1998年 － 準優勝
- 2002年 － 優勝
- 2006年 － 5位
- 2010年 － 準優勝
- 2014年  － 優勝

## 現在の代表メンバー
2025年FIBAアジアカップのロスター
- 李賢重
- ハ・ユンギ
- チョン・ソンウ
- ヤン·ジュンソク
- パク・ジフン
- ユ・ギサン
- リ・ジュンヒョン
- ムン・ジョンヒョン
- キム・ジョンギュ
- ヨ・ジュンソク
- リ・スンヒョン

## 主な歴代代表選手
- 許載
- 李忠煕
- 尹浩映
- 金泰述
- 鄭永三
- 李光宰
- 全正圭

## 関連語句
- バスケットボール女子大韓民国代表

1. ↑  “FIBA statement on Korea participation to the FIBA Basketball World Cup 2023 Asian Qualifiers”. FIBA (2022年2月23日). 2022年2月23日閲覧。
2. ↑  “Yet to issue statement, Fiba website reflects Korea 'disqualified'”. spin.ph (2022年2月26日). 2022年2月26日閲覧。
3. ↑  “日韓戦2連敗の日本代表ホーバスHC「理想的な形」と韓国称賛…不在の河村、富樫、比江島らに言及”. バスケットボールキング (2025年7月13日). 2025年7月13日閲覧。
4. ↑  “＜男子バスケット＞韓日戦、韓国代表が２連勝”. 中央日報 (2025年7月14日). 2025年7月14日閲覧。
5. ↑  “Yu Kisang breaks out as Korea beat Lebanon anew to advance”. FIBA (2025年8月11日). 2025年8月11日閲覧。
6. ↑  “Korea roll past Guam to book last eight date with China”. FIBA (2025年8月12日). 2025年8月12日閲覧。
7. ↑  “Hu Jinqiu, Wang Junjie shine as China book Semi-Finals berth”. FIBA (2025年8月14日). 2025年8月14日閲覧。
8. ↑  “Korea Roster”. FIBA (2025年8月15日). 2025年8月15日閲覧。